# Challock
Challock es una parroquia civil y un pueblo del distrito de Ashford, en el condado de Kent (Inglaterra).

## Geografía
Según la Oficina Nacional de Estadística británica, Challock tiene una superficie de 14,07 km².

## Demografía
Según el censo de 2001, Challock tenía 843 habitantes (49,82% varones, 50,18% mujeres) y una densidad de población de 59,91 hab/km². El 18,27% eran menores de 16 años, el 74,38% tenían entre 16 y 74 y el 7,35% eran mayores de 74. La media de edad era de 42,25 años. Del total de habitantes con 16 o más años, el 18,58% estaban solteros, el 69,96% casados y el 11,47% divorciados o viudos.
El 96,56% de los habitantes eran originarios del Reino Unido. El resto de países europeos englobaban al 1,42% de la población, mientras que el 2,01% había nacido en cualquier otro lugar. Según su grupo étnico, el 98,23% eran blancos, el 0,35% mestizos, el 0,35% asiáticos, el 0,71% negros y el 0,35% chinos. El cristianismo era profesado por el 78,93%, el hinduismo por el 0,36% y el judaísmo por el 0,36%, mientras que el 10,77% no eran religiosos y el 9,59% no marcaron ninguna opción en el censo.
418 habitantes eran económicamente activos, 408 de ellos (97,61%) empleados y 10 (2,39%) desempleados. Había 341 hogares con residentes y 7 vacíos.